# Eumerus sutteri
Eumerus sutteri är en tvåvingeart som beskrevs av Keiser 1952. Eumerus sutteri ingår i släktet månblomflugor, och familjen blomflugor. Inga underarter finns listade i Catalogue of Life.